# Raionul Bolgrad (1940-2020)
Raionul Bolgrad (în ucraineană Болградський район) era unul din cele 26 raioane administrative din regiunea Odesa din Ucraina, cu reședința în orașul Bolgrad. A fost înființat în 1940, fiind inclus în componența RSS Ucrainene. Începând din anul 1991, acest raion făcea parte din Ucraina independentă. 
Acest raion avea o suprafață de 1.364 km² și 73.991 locuitori (2001) , în majoritate de naționalitate bulgari. Din componența raionului făceau parte orașul Bolgrad și 21 sate. 
Înainte de ocuparea Basarabiei și Bucovinei de nord de către Uniunea Sovietică în 1940, teritoriul său a făcut parte din județele Ismail, Cetatea Albă și Cahul ale României Mari. Acest raion are o populație predominantă de etnie bulgară.

## Istoric
Prin Tratatul de pace de la București, semnat pe 16/28 mai 1812, între Imperiul Rus și Imperiul Otoman, la încheierea războiului ruso-turc din 1806 – 1812, Rusia a ocupat teritoriul de est al Moldovei dintre Prut și Nistru, pe care l-a alăturat Ținutului Hotin și Basarabiei/Bugeacului luate de la turci, denumind ansamblul Basarabia (în 1813) și transformându-l într-o gubernie împărțită în zece ținuturi (Hotin, Soroca, Bălți, Orhei, Lăpușna, Tighina, Cahul, Bolgrad, Chilia și Cetatea Albă, capitala guberniei fiind stabilită la Chișinău). 
Localitățile componente ale actualului raion Bolgrad au făcut parte din Ocolul Cahulului și Ocolul Izmailului al Ținutului Ismail . 
După ocuparea Basarabiei de către Imperiul Țarist, începând din anul 1818 s-au stabilit în Bugeac mii de coloniști bulgari din sudul Dunării care au vrut să scape de asuprirea turcească. În dorința de a eterogeniza componența etnică a Basarabiei și de a reduce ponderea elementului moldovenesc, autoritățile ruse le-au pus la dispoziție coloniștilor bulgari și găgăuzi terenuri arabile, scutindu-i pe timp de 10 ani de plata impozitelor către stat. Coloniștii bulgari au întemeiat așezări și s-au ocupat cu agricultura și creșterea oilor. În anul 1821, coloniștii bulgari au întemeiat orașul Bolgrad (care a devenit capitala neoficială a bulgarilor din Basarabia).
În urma Tratatului de la Paris din 1856, care încheia Războiul Crimeii (1853-1856), Rusia a retrocedat Moldovei o fâșie de pământ din sud-vestul Basarabiei (cunoscută sub denumirea de Cahul, Bolgrad și Ismail). În urma acestei pierderi teritoriale, Rusia nu a mai avut acces la gurile Dunării. Localitățile din partea de sud a actualului raion Bolgrad au fost retrocedate Moldovei, dar cele din partea de nord au rămas Rusiei (este vorba de Bulgărica, Ciișia, Cubei, Dumitrești, Golița, Hasan-Batâr, Pandaclia, Satalâc-Hagi (Alexandrești) și Traian (Traianul Nou)).
În urma Unirii Moldovei cu Țara Românească din 1859, acest teritoriu a intrat în componența noului stat România (numit până în 1866 "Principatele Unite ale Valahiei și Moldovei"). În anul 1877 a fost construită calea ferată Reni - Tighina, care a legat orașul Reni cu partea centrală a Basarabiei rămasă sub ocupație rusă. În urma Tratatului de pace de la Berlin din 1878, România a fost constrânsă să cedeze Rusiei acest teritoriu.
După Unirea Basarabiei cu România la 27 martie 1918, sudul Basarabiei a intrat în componența României, localitățile actualului raion Bolgrad fiind incluse în Plasa Bolgrad a județului Ismail, în sudul Plasei Traian a județului Cahul și în vestul Plasei Ivăneștii Noi a județului Cetatea Albă. Pe atunci, majoritatea populației era formată din bulgari, un grup minoritar important fiind și cel al găgăuzilor.
Ca urmare a Pactului Ribbentrop-Molotov (1939), Basarabia, Bucovina de Nord și Ținutul Herța au fost anexate de către URSS la 28 iunie 1940. După ce Basarabia a fost ocupată de sovietici, Stalin a dezmembrat-o în trei părți. Astfel, la 2 august 1940, a fost înființată RSS Moldovenească, iar părțile de sud (județele românești Cetatea Albă și Ismail) și de nord (județul Hotin) ale Basarabiei, precum și nordul Bucovinei și Ținutul Herța au fost alipite RSS Ucrainene. La 7 august 1940, a fost creată regiunea Ismail, formată din teritoriile aflate în sudul Basarabiei și care au fost alipite RSS Ucrainene . Tot atunci a fost înființat și raionul Bolgrad. 
În perioada 1941-1944, toate teritoriile anexate anterior de URSS au reintrat în componența României. Apoi, cele trei teritorii au fost reocupate de către URSS în anul 1944 și integrate în componența RSS Ucrainene, conform organizării teritoriale făcute de Stalin după anexarea din 1940, când Basarabia a fost ruptă în trei părți. În anul 1954, Regiunea Ismail a fost desființată, iar localitățile componente au fost incluse în Regiunea Odesa. 
Începând din anul 1991, Raionul Bolgrad face parte din Regiunea Odesa a Ucrainei independente.  

## Geografie
Raionul Bolgrad este situat în partea de sud-vest a regiunii Odesa. El este unul dintre cele mai îndepărtate raioane de centrul regional Odesa, distanța între acesta și centrul raional fiind de 234 km. 
Raionul Bolgrad are 20 de iazuri și 5 rezervoare. Suprafața sa este străbătută de 4 râuri mici: Ialpug, Catalpugul Mare, Catalpugul Mic și Tașbunar. Lungimea totală a râurilor din raion este de 378 km. Pentru a asigura nevoile de apă potabilă ale populației din zonă funcționează și 49 de fântâni arteziene, 241 fântâni și 11 stații de captare. 
În prezent, raionul se învecinează în partea de nord și nord-vest cu raioanele Cahul, Taraclia și UTA Găgăuzia din Republica Moldova, în partea de sud-vest cu raionul Reni, în partea de sud cu raionul Ismail, în partea de est cu raionul Arciz și în partea de nord-est cu raionul Tarutino. 
Raionul Bolgrad este frontieră de stat cu Republica Moldova. În acest raion, funcționează 4 puncte de trecere a frontierei în/din Republica Moldova și anume: 
- Traian (Traianu-Nou) - Ceadîr-Lunga - punct internațional de trecere auto
- Tabacu - Mirnoe - punct internațional de trecere auto
- Curciu - Vulcănești - punct internațional de trecere auto
- Bulgărica - Cairaclia - punct local de trecere auto

Din suprafața raionului de 136.400 ha, apele ocupă o suprafață de 5.167 ha (din care suprafața Lacului Ialpug este de 3.854 ha). Lacul Ialpug este singura sursă de apă potabilă pentru orașul Bolgrad. Clima raionului Bolgrad este temperat-continentală.

## Demografie

### Numărul populației la 1 ianuarie
| 2013    | 2014    | 2015    |
| ------- | ------- | ------- |
| ▼69.613 | ▼69.522 | ▼69.367 |

- Sursă:[6]

### Structura etnolingvistică
<div class="transborder" style="position:absolute;width:100px;line-height:0;
Componența lingvistică a raionului Bolgrad
     Bulgară (57,55%)
     Rusă (16,32%)
     Ucraineană (4,87%)
     Găgăuză (17,79%)
     Română (4,1%)
Conform recensământului din 2001, majoritatea populației raionului Bolgrad era vorbitoare de bulgară (57,55%), existând în minoritate și vorbitori de găgăuză (17,79%), rusă (16,32%) și ucraineană (4,87%).
La recensământul din 1989, raionul Bolgrad avea 77.800 locuitori. 
Conform recensământului efectuat de autoritățile ucrainene în anul 2001, populația raionului Bolgrad era de 73.991 locuitori, fiind împărțită în următoarele grupuri etnice:
- Bulgari - 60.8%
- Găgăuzi - 18.7%
- Ruși - 8.0%
- Ucrainieni - 7.5%
- Albanezi - 2.1%
- Români - 1.5%
- Țigani - 0.4%
- Armeni- 0.1%
- Bieloruși - 0.1%
- Tătari - 0.06%
- Polonezi - 0.05%,
- Germani - 0.03%,
- Evrei - 0.01%
- Alții -  1.5% [8].

De asemenea, 23.51% din populația raionului locuia în așezări urbane (17.400 locuitori) și 76.49% în așezări rurale (56.591 locuitori).
Cele mai populate localități sunt orașul Bolgrad - 17.082 locuitori și satele Cubei - 6.544, Ciișia - 5.104 și Dumitrești - 4.806.

### Comunități etnice
Conform recensământului din 1989, locuitorii de etnie bulgară sunt majoritari în aproape toate localitățile din raion. În satul Cubei, ponderea bulgarilor și găgăuzilor este aproximativ egală.
Există însă și sate unde predomină etnicii găgăuzi (Curciu, Dumitrești, Satalâc-Hagi), etnicii albanezi (Caracurt) sau etnicii ruși (Cosa-Mare).
La recensământul din 2001, în acest raion trăia o comunitate românească de 1.5%, concentrată în principal în reședința raională, orașul Bolgrad. O curiozitate s-a înregistrat în cazul satului Vaisal, singura localitate care avea, conform recensământului oficial din 1930, o majoritate românească. Peste numai 10 ani însă, în 1940 (înainte de ocuparea Basarabiei de către sovietici), autoritățile județene românești de atunci au constatat că în sat trăiesc bulgari într-un procent de peste 99%.

## Economie
Principala activitate economică a Raionului Bolgrad este producția și prelucrarea produselor agro-alimentare, care face uz de forță de muncă sezonieră. 
În anul 2006, forța de muncă era reprezentată de 63.6% dintre locuitorii raionului. Tot atunci, ponderea pensionarilor în populația raionului era de 28.4% (20.145 persoane). Majoritatea persoanelor se ocupau cu agricultura sau lucrau în industria alimentară.
Centrul administrativ, economic și cultural al raionului este orașul Bolgrad, fondat în 1821 de către guvernatorul Basarabiei, general Ivan Inzov. Acesta este situat pe malul estic al Lacului Ialpug, fiind conectat la calea ferată Reni - Chișinău și la drumurile naționale Odesa - Reni, Odesa - Chișinău și Ismail - Chișinău.

## Localități
Raionul Bolgrad este compus din:
- 1 oraș - Bolgrad - reședința administrativă

| Oraș    |                    |               |                  |               |           |
| Nume    | Nume               | Nume          | Nume             | Nume          | Locuitori |
| română  | ucraineană         | ucraineană    | rusă             | rusă          | Locuitori |
| română  | scriere ucraineană | transliterare | scriere rusească | transliterare | Locuitori |
| Bolgrad | Болград            | Bolhrad       | Болград          | Bolgrad       | 17.082    |

- 21 sate [9], dintre care: 
  - 18 comune sau selsoviete  astfel:

| Comune                      |                    |               |                  |               |           |
| Nume                        | Nume               | Nume          | Nume             | Nume          | Locuitori |
| română                      | ucraineană         | ucraineană    | rusă             | rusă          | Locuitori |
| română                      | scriere ucraineană | transliterare | scriere rusească | transliterare | Locuitori |
| Băneasa                     | Баннівка           | Bannivka      | Бановка          | Banovka       | 1.211     |
| Bulgărica                   | Залізничне         | Zaliznîcine   | Зализничное      | Zaliznicinoe  | 3.487     |
| Calceva                     | Калчева            | Kalcieva      | Кальчево         | Kalcievo      | 3.536     |
| Caracurt                    | Жовтневе           | Jovtneve      | Жовтневое        | Jovtnevoe     | 2.707     |
| Ciișia                      | Городнє            | Horodne       | Огородное        | Ogorodnoe     | 5.104     |
| Cișmeaua-Văruită            | Криничне           | Krinicine     | Криничное        | Krinicinoe    | 4.348     |
| Cubei                       | Кубей              | Cubei         | Кубей            | Cubei         | 6.544     |
| Curciu                      | Виноградівка       | Vinohradîvka  | Виноградовка     | Vinogradovka  | 3.923     |
| Dumitrești                  | Дмитрівка          | Dmitrîvka     | Дмитровка        | Dmitrovka     | 4.806     |
| Golița                      | Голиця             | Holiția       | Голица           | Golița        | 1.506     |
| Hasan-Batâr                 | Виноградне         | Vinohradne    | Виноградное      | Vinogradnoe   | 2.144     |
| Împuțita (Vlădiceni)        | Владичень          | Vladiceni     | Владычень        | Vladiceni     | 1.263     |
| Oxamitne                    | Оксамитне          | Oxamitne      | Оксамитное       | Oxamitnoe     | 941       |
| Pandaclia                   | Оріхівка           | Orîhîvka      | Ореховка         | Orehovka      | 2.426     |
| Satalâc-Hagi (Alexandrești) | Олександрівка      | Olexandrîvka  | Александровка    | Alexandrovka  | 2.457     |
| Tabacu                      | Табаки             | Tabaki        | Табаки           | Tabaki        | 2.498     |
| Traian (Traianu-Nou)        | Нові Трояни        | Novî Troiani  | Новые Трояны     | Novie Troiani | 4.234     |
| Vaisal                      | Василівка          | Vasilîvka     | Василевка        | Vasilevka     | 4.065     |

- - 3 sate, care nu sunt și selsoviete, adică nu au administrație proprie, astfel:

| Sate         |                    |               |                  |                 |           |                  |
| Nume         | Nume               | Nume          | Nume             | Nume            | Locuitori | Comuna           |
| română       | ucraineană         | ucraineană    | rusă             | rusă            | Locuitori | Comuna           |
| română       | scriere ucraineană | transliterare | scriere rusească | transliterare   | Locuitori | Comuna           |
| Caracurt-Nou | Нове Жовтневе      | Nove Jovtneve | Новое Жовтневое  | Novoe Jovtnevoe | ?         | Caracurt         |
| Cosa-Mare    | Коса               | Kosa          | Коса             | Kosa            | 242       | Cișmeaua-Văruită |
| Topoline     | Тополине           | Topoline      | Топалиное        | Topalinoe       | 427       | Oxamitne         |